# Taeniophyllum capillare
Taeniophyllum capillare är en orkidéart som beskrevs av Johannes Jacobus Smith. Taeniophyllum capillare ingår i släktet Taeniophyllum och familjen orkidéer.
Artens utbredningsområde är Sulawesi. Inga underarter finns listade i Catalogue of Life.